# Einkreisung
Die Einkreisung (auch Einkreisungstheorie) war eine populäre politische Vorstellung in der Zeit vor dem Ersten Weltkrieg. Sie beschreibt die Sorge weiter Kreise im deutschen Kaiserreich, von Feinden eingekreist zu sein, und bestimmte wesentlich auch den Verlauf der Julikrise im Jahr 1914.

## Hintergrund
Im ausgehenden 19. Jahrhundert bestanden in Europa zwei Militärbündnisse: der 1882 gegründete Dreibund aus dem Deutschen Reich, Österreich-Ungarn und Italien einerseits und die 1894 gegründete Französisch-Russische Allianz andererseits. Beide Bündnisse waren zwar als reine Verteidigungsallianzen konzipiert, standen sich aber als Militärsysteme explizit gegenüber. Die Französisch-Russische Allianz entstand, nachdem das deutsch-russische Neutralitätsabkommen (der Rückversicherungsvertrag) von deutscher Seite nicht verlängert worden war. Dadurch drohte dem Deutschen Reich im Falle eines Krieges ein Zweifrontenkrieg, den Reichskanzler Bismarck mithilfe des Rückversicherungsvertrags zu verhindern versuchte. Großbritannien hielt sich als neutraler Partner aus dem Konflikt heraus (splendid isolation).
Anfang des 20. Jahrhunderts drohte sich das Gleichgewicht der Militärblöcke zu Ungunsten des Deutschen Reiches zu verschieben. Im italienisch-französischen Neutralitätsabkommen von 1902 wurde – neben einer Einigung über die beiderseitigen territorialen Ansprüche in Nordafrika – auch von Italien vereinbart, u. a. dann im Kriegsfall neutral zu bleiben, falls Frankreich einen provozierten Angriffskrieg gegen das Deutsche Reich führte. Um einen Krieg mit Frankreich zu verhindern, gab 1904 Großbritannien seine splendid isolation-Politik auf und schloss mit Frankreich die Entente cordiale, indem sie Marokko und Ägypten untereinander aufteilten. Mit dem Beitritt Russlands 1907 entwickelte sie sich zur Triple Entente. In Teilen der deutschen Bevölkerung entstand nun der Eindruck, das Deutsche Reich sei außenpolitisch isoliert und feindlich „eingekreist“.

## Entstehung
Nach Gerd Krumeich wurde der Begriff der Einkreisung von Reichskanzler Bernhard von Bülow in einer Rede vor dem Reichstag am 14. November 1906 geprägt, in der er eine Beurteilung der Entente cordiale, die zuvor zwischen England und Frankreich abgeschlossen worden war, abgab. Von Bülow hielt diese Rede als Antwort auf eine Interpellation von Ernst Bassermann, der Deutschland zunehmend isoliert sah („Die Stunde der glänzenden Vereinsamung naht“). In diesem Zusammenhang äußerte von Bülow: „Die entente cordiale ohne gute Beziehungen der Weltmächte zu Deutschland wäre eine Gefahr für den europäischen Frieden. Eine Politik, die darauf ausginge, Deutschland einzukreisen, einen Kreis von Mächten um Deutschland zu bilden, um es zu isolieren und lahmzulegen, wäre eine für den europäischen Frieden bedenkliche Politik.“ Allerdings widersprach er Bassermann in der gleichen Rede, indem er erklärte, Deutschland sei nicht isoliert, und selbst wenn das der Fall wäre, brauche man „nicht zu flennen wie ein einsames Kind im Walde“. In einem Rückblick, publiziert während des Ersten Weltkriegs, drückte sich von Bülow noch deutlicher aus: „So erwies sich die kunstvolle Einkreisung und Isolierung Deutschlands, während einiger Zeit das Schreckbild ängstlicher Gemüter, als ein diplomatisches Blendwerk“.

## Verbreitung
Der Begriff „Einkreisung“ verbreitete sich rasch und wurde zum Gemeingut nicht nur in nationalistischen Kreisen, sondern auch in den Teilen der Presse, die dem System des Kaiserreiches kritisch gegenüberstanden, wie z. B. im Simplicissimus. Selbst im Bereich der Sozialdemokratie gab es viele Befürworter dieser Vorstellung. Auch liberale Systemkritiker wie Max Weber und Theodor Wolff übernahmen diesen Begriff.
Zusätzliche Bedeutung erlangte die Einkreisungstheorie im Zuge der Annäherung zwischen Großbritannien und dem russischen Reich im Jahre 1907 nach der gemeinsamen Beilegung der Doggerbank-Krise. Als nun im Zuge der zweiten Marokkokrise die Zusammenarbeit zwischen Frankreich und England immer enger wurde, empfanden sich immer mehr Deutsche als „eingekreist“, und diese Vorstellung entwickelte sich geradezu zu einer „Einkreisungsphobie“.
In den immer stärker verfeindeten Beziehungen der Vorkriegszeit bestimmte der Einkreisungsbegriff das politische Handeln und die Emotionen weiter Kreise der Bevölkerung so stark, dass schließlich auch in der Julikrise 1914, in der unmittelbaren Vorphase des Ersten Weltkrieges, das Handeln von dieser Vorstellung wesentlich geprägt wurde.

## Bezug zur Realität
In Wirklichkeit handelte es sich bei der zunehmenden politischen Isolation Deutschlands weniger um eine „Einkreisung“, als vielmehr um eine „Selbstauskreisung“ als Folge der völlig unrealistischen wilhelminischen Außen-, Kolonial- und Rüstungspolitik. Während Bismarck noch ein Bündnis mit Russland und eine gute Beziehung mit Großbritannien angestrebt hatte, unternahm Wilhelm II. keine Versuche mehr in diese Richtung.

## Nachwirkungen
Sowohl unter Historikern als auch unter Politikern und in der Presse blieb der Begriff einer Einkreisung in der Vorkriegszeit ein wichtiges Argument sowohl während des Weltkrieges als auch in der Nachkriegsdiskussion über die Kriegsschuldfrage.